# Papieska elekcja 1277
Papieska elekcja 21 maja – 25 listopada 1277 – jedna z najmniejszych pod względem liczby uczestników elekcja papieska po przyznaniu uprawnień elektorskich wszystkim kardynałom przez Sobór laterański III (1179). Zakończyła się wyborem Mikołaja III na następcę Jana XXI.

## Śmierć Jana XXI
Papież Jan XXI zmarł 20 maja 1277 wskutek ran odniesionych w wyniku zawalenia się stropu w swoim pałacu w Viterbo po zaledwie 8 miesiącach pontyfikatu. Krótko po swoim wyborze wydał bullę Licet felicis recordationis, w której potwierdził zniesienie przez jego poprzednika Hadriana V konstytucji Ubi Periculum o konklawe. Obiecał wydanie nowych regulacji dotyczących wyboru papieża, ale nie zdążył tego zrobić przed swoją tragiczną śmiercią.

## Lista uczestników
W elekcji uczestniczyło 7 z 8 żyjących wówczas kardynałów, co stanowiło najmniejszą w historii liczbę po Soborze Laterańskim w 1179 roku:
- Bertrand de Saint-Martin OSB (nominacja kardynalska: 3 czerwca 1273) – kardynał biskup Sabiny; komendatariusz kościoła prezbiterialnego S. Marcello; prymas Świętego Kolegium Kardynałów; penitencjariusz większy
- Ancher Pantaleon (31 maja 1262) – kardynał prezbiter S. Prassede
- Guillaume de Bray (31 maja 1262) – kardynał prezbiter S. Marco; kamerling Świętego Kolegium Kardynałów
- Giovanni Gaetano Orsini (28 maja 1244) – kardynał diakon S. Nicola in Carcere Tulliano; komendatariusz kościołów prezbiterialnych S. Crisogono i S. Lorenzo in Damaso; protodiakon Świętego Kolegium Kardynałów; archiprezbiter bazyliki watykańskiej; inkwizytor generalny Świętego Oficjum Inkwizycji
- Giacomo Savelli (24 grudnia 1261) – kardynał diakon S. Maria in Cosmedin; komendatariusz kościoła prezbiterialnego S. Anastasia
- Goffredo da Alatri (24 grudnia 1261) – kardynał diakon S. Giorgio in Velabro
- Matteo Orsini Rosso (31 maja 1262) – kardynał diakon S. Maria in Portico

Wszyscy elektorzy zostali mianowani przez papieża Urbana IV, z wyjątkiem Giovanni Orsiniego, którego mianował jeszcze Innocenty IV, oraz Bertranda, którego mianował Grzegorz X.

### Nieobecni
Jeden francuski kardynał mianowany przez Urbana IV:
- Simon de Brion (24 grudnia 1261) – kardynał prezbiter S. Cecilia; protoprezbiter Świętego Kolegium Kardynałów; legat papieski we Francji

## Podziały w Świętym Kolegium
Święte Kolegium było podzielone na dwa silnie zantagonizowane stronnictwa, z których każde liczyło po trzech kardynałów:
- frakcja "andegaweńska" – stronnicy króla Sycylii i Neapolu Karola I Andegaweńskiego. Członkami tej frakcji byli dwaj francuscy kardynałowie (Pantaleon i Bray) i prawdopodobnie także Goffredo z Alatri. Jej kandydatem był nieobecny kardynał Simon de Brion;
- frakcja "rzymska" – grupująca kardynałów pochodzących z rzymskich rodów arystokratycznych Orsini i Savelli, przeciwnych dominacji Andegawenów w Italii. Jej kandydatem był Giovanni Gaetano Orsini.

Bertrand de Saint-Martin zajmował postawę neutralną.

## Przebieg elekcji. Wybór Mikołaja III
Ponieważ Jan XXI zmarł w Viterbo, kardynałowie zebrali się celem wyboru następcy również w tym mieście. Przez blisko sześć miesięcy trwały bezowocne głosowania, w których głosy dzieliły się po równo według podziału na stronników i przeciwników Andegawenów. Impas został przełamany dopiero w listopadzie, kiedy zniecierpliwione władze miejskie Viterbo podjęły decyzję o zamknięciu elektorów w miejscowym ratuszu i stopniowym ograniczaniu im dostaw pożywienia. 25 listopada, po półrocznej sediswakancji, kardynałowie wybrali na papieża najbardziej doświadczonego ze swego grona kardynała Giovanni Gaetano Orsiniego, rzymianina, który przyjął imię Mikołaj III. Zwycięstwo Orsiniego było możliwe dzięki kardynałowi Savelliemu, który przeciągnął na jego stronę kardynałów przeciwnej frakcji. Niezwłocznie po swoim wyborze Mikołaj III powrócił wraz z kurią do Rzymu i tam 26 grudnia został uroczyście koronowany.
Z chwilą wyboru Mikołaja III liczba członków Świętego Kolegium spadła do siedmiu, co było najmniejszą liczbą w ciągu całej historii tej instytucji. Stan ten utrzymał się do 12 marca 1278 roku, kiedy to Mikołaj III na pierwszym zwołanym przez siebie konsystorzu mianował dziewięciu nowych kardynałów.